# Elisabet de Mallorca
|  | Per a altres significats, vegeu «Elisabet de Mallorca i de Foix». |

Elisabet de Mallorca (Perpinyà, c. 1338 – París, c. 1404)  fou l'última monarca titular de la casa reial de Mallorca. Filla de Jaume III de Mallorca i Constança d'Aragó, la seva vida quedà marcada per les circumstàncies polítiques que precipitaren la caiguda de la dinastia mallorquina.

## Primers anys
Després de la derrota del seu pare a la batalla de Llucmajor el 1349, on fou capturat i executat per les forces de Pere el Cerimoniós, Elisabet, el seu germà Jaume i la seva madrastra Violant de Vilaragut foren fets presoners. Elisabet i Violant van ser traslladades al convent de Santa Clara de València, on van romandre només uns mesos. El maig de 1350, el rei Pere el Cerimoniós, al·legant un suposat risc d'evasió, va ordenar un enduriment de la seva captivitat. Elisabet va ser separada de Violant i tancada en una torre de la fortalesa del Temple de València, sota estrictes mesures de seguretat. Paral·lelament, Pere acusava Violant d'haver assassinat Constança, la mare d'Elisabet. Tot i aquestes acusacions, la pressió exercida pels aliats de Violant va ser determinant i el 1353 el rei Joan II de França va negociar el matrimoni de Violant amb Otó IV de Brunswick-Grubenhagen, príncep de Tarent, fet que li va permetre recuperar la llibertat.

## La Casa de Montferrat
El 4 de setembre de 1358 es casà a Montpeller amb Joan II Paleòleg, marquès de Montferrat, en un matrimoni arranjat per la seva madrastra Violant. En el context del seu matrimoni, Elisabet va sol·licitar al rei Pere d'Aragó, qui encara mantenia el seu germà empresonat, la devolució dels seus béns patrimonials per sufragar la dot. Tot i acceptar inicialment, Pere va imposar com a condició que Elisabet viatgés a Barcelona, amb l'objectiu real de forçar-la a renunciar als seus drets sobre la Corona de Mallorca a canvi de 40.000 florins, reconeixent tàcitament la legitimitat d'aquests drets. Elisabet hi va accedir amb l'esperança d'intercedir pel seu germà, però el rei no va complir el pagament, alliberant-la del compromís. Això va permetre que, anys més tard, després de la mort de Jaume IV, Elisabet es proclamés "reina de Mallorca".
D'aquest matrimoni nasqueren cinc fills: Otó III, Joan III, Teodor II, Guillem i Margarida. Margarida es casà amb Pere II d'Urgell i es convertí en l'àvia del comte Jaume II d'Urgell. Tot i que el matrimoni d’Elisabet amb Joan II fou políticament avantatjós, la seva situació econòmica continuà sent precària. El seu únic patrimoni eren les baronies d’Omeladès i Carladès, alguns drets sobre Montpeller i el senyoriu de Pesenàs, cedit pel rei de França.
El 1362, Jaume IV va escapar de la seva captivitat. Gastó Febus el va acollir al castell de Mérens-les-Vals. Després a Avinyó fou hoste del papa Innocenci VI, abans de reunir-se amb Elisabet i Violant al Casal de Montferrat.

## Drets de la Corona de Mallorca
El 1374, després de quedar vídua, Elisabet s'uní al seu germà en el seu intent de recuperar el Regne de Mallorca. Durant la invasió de Catalunya, arribaren fins a Sant Cugat, però es veieren obligats a retirar-se cap a Castella davant la resistència de Pere el Cerimoniós. A Sòria, el febrer de 1375, Jaume IV morí, designant Elisabet com a hereva dels seus drets al tron de Mallorca.
El 1375, Elisabet va transferir els seus drets sobre la Corona de Mallorca a Lluís I d'Anjou, reservant-se el comtat de Cerdanya, el vescomtat de Carlat i la sobirania de Morea-Acaia. Aquest acord incloïa el compromís d'iniciar en dos anys una campanya militar per recuperar els antics territoris del regne, a més de pagar-li 120.000 florins. Tot i això, aquest pla mai es va materialitzar, i cinc anys després, el 1380, Joana I de Nàpols va designar Lluís d'Anjou com a hereu del seu regne. Això va unir teòricament les corones de Nàpols i Mallorca, que ja estaven connectades pel matrimoni de Joana amb Jaume IV.
Lluís va ser coronat rei de Nàpols el 1382, però va morir dos anys després, deixant els seus drets al seu fill, Lluís II. Mentrestant, Elisabet, frustrada per l'incompliment dels compromisos, va vendre novament els seus drets sobre Mallorca el 1389 a Joan III d'Armanyac. Aquesta decisió no va impedir que els Anjou continuessin utilitzant el títol de reis de Mallorca durant una dècada més. La successió legítima del regne es va resoldre a favor de la Corona d'Aragó quan es va pactar el matrimoni de Lluís II amb Violant d'Aragó. Aquest acord incloïa una clàusula que obligava Lluís II a renunciar als seus drets sobre Mallorca en benefici del rei Martí l'Humà, consolidant així la reincorporació del regne a la Corona d'Aragó.

## Darrers anys
Cap al 1375, Elisabet es casà en secret amb el baró Conrad von Reichach, amb qui tingué un fill anomenat Miquel. Malgrat això, poc temps després es traslladà a París, on va viure amb una pensió atorgada pel rei de França fins almenys el 1403. Els seus darrers anys els passà al convent de Santa Caterina, avui desaparegut. Tot i que la data exacta de la seva mort és incerta, es creu que va tenir lloc durant la primera dècada del segle xv. La seva mort significà la fi definitiva de la dinastia reial de Mallorca.

## Llinatge
|  |                                           |  |  |  |  |  |  |  |  |  |  |  |  |  |  |  |
|  | 16. Jaume I de Mallorca (el Conqueridor)  |  |  |  |  |  |  |  |  |  |  |  |  |  |  |  |
|  |                                           |  |  |  |  |  |  |  |  |  |  |  |  |  |  |  |
|  |                                           |  |  |  |  |  |  |  |  |  |  |  |  |  |  |  |
|  | 8. Jaume II de Mallorca (el Prudent)      |  |  |  |  |  |  |  |  |  |  |  |  |  |  |  |
|  |                                           |  |  |  |  |  |  |  |  |  |  |  |  |  |  |  |
|  |                                           |  |  |  |  |  |  |  |  |  |  |  |  |  |  |  |
|  | 17. Violant d'Hongria                     |  |  |  |  |  |  |  |  |  |  |  |  |  |  |  |
|  |                                           |  |  |  |  |  |  |  |  |  |  |  |  |  |  |  |
|  |                                           |  |  |  |  |  |  |  |  |  |  |  |  |  |  |  |
|  | 4. Ferran de Mallorca (Príncep d'Acaia)   |  |  |  |  |  |  |  |  |  |  |  |  |  |  |  |
|  |                                           |  |  |  |  |  |  |  |  |  |  |  |  |  |  |  |
|  |                                           |  |  |  |  |  |  |  |  |  |  |  |  |  |  |  |
|  | 18. Roger IV de Foix                      |  |  |  |  |  |  |  |  |  |  |  |  |  |  |  |
|  |                                           |  |  |  |  |  |  |  |  |  |  |  |  |  |  |  |
|  |                                           |  |  |  |  |  |  |  |  |  |  |  |  |  |  |  |
|  | 9. Esclarmonda de Foix                    |  |  |  |  |  |  |  |  |  |  |  |  |  |  |  |
|  |                                           |  |  |  |  |  |  |  |  |  |  |  |  |  |  |  |
|  |                                           |  |  |  |  |  |  |  |  |  |  |  |  |  |  |  |
|  | 19. Brunisenda de Cardona                 |  |  |  |  |  |  |  |  |  |  |  |  |  |  |  |
|  |                                           |  |  |  |  |  |  |  |  |  |  |  |  |  |  |  |
|  |                                           |  |  |  |  |  |  |  |  |  |  |  |  |  |  |  |
|  | 2. Jaume III de Mallorca (el Temerari)    |  |  |  |  |  |  |  |  |  |  |  |  |  |  |  |
|  |                                           |  |  |  |  |  |  |  |  |  |  |  |  |  |  |  |
|  |                                           |  |  |  |  |  |  |  |  |  |  |  |  |  |  |  |
|  | 20. Ermengol de Sabran                    |  |  |  |  |  |  |  |  |  |  |  |  |  |  |  |
|  |                                           |  |  |  |  |  |  |  |  |  |  |  |  |  |  |  |
|  |                                           |  |  |  |  |  |  |  |  |  |  |  |  |  |  |  |
|  | 10. Isnard de Sabran                      |  |  |  |  |  |  |  |  |  |  |  |  |  |  |  |
|  |                                           |  |  |  |  |  |  |  |  |  |  |  |  |  |  |  |
|  |                                           |  |  |  |  |  |  |  |  |  |  |  |  |  |  |  |
|  | 21. Lauduna d'Albe                        |  |  |  |  |  |  |  |  |  |  |  |  |  |  |  |
|  |                                           |  |  |  |  |  |  |  |  |  |  |  |  |  |  |  |
|  |                                           |  |  |  |  |  |  |  |  |  |  |  |  |  |  |  |
|  | 5. Elisabet de Sabran                     |  |  |  |  |  |  |  |  |  |  |  |  |  |  |  |
|  |                                           |  |  |  |  |  |  |  |  |  |  |  |  |  |  |  |
|  |                                           |  |  |  |  |  |  |  |  |  |  |  |  |  |  |  |
|  | 22. Guillem II d'Acaia                    |  |  |  |  |  |  |  |  |  |  |  |  |  |  |  |
|  |                                           |  |  |  |  |  |  |  |  |  |  |  |  |  |  |  |
|  |                                           |  |  |  |  |  |  |  |  |  |  |  |  |  |  |  |
|  | 11. Margarita d'Acaia                     |  |  |  |  |  |  |  |  |  |  |  |  |  |  |  |
|  |                                           |  |  |  |  |  |  |  |  |  |  |  |  |  |  |  |
|  |                                           |  |  |  |  |  |  |  |  |  |  |  |  |  |  |  |
|  | 23. Anna Comnena                          |  |  |  |  |  |  |  |  |  |  |  |  |  |  |  |
|  |                                           |  |  |  |  |  |  |  |  |  |  |  |  |  |  |  |
|  |                                           |  |  |  |  |  |  |  |  |  |  |  |  |  |  |  |
|  | 1. Elisabet I de Mallorca (Reina titular) |  |  |  |  |  |  |  |  |  |  |  |  |  |  |  |
|  |                                           |  |  |  |  |  |  |  |  |  |  |  |  |  |  |  |
|  |                                           |  |  |  |  |  |  |  |  |  |  |  |  |  |  |  |
|  | 24. Pere III d'Aragó (el Gran)            |  |  |  |  |  |  |  |  |  |  |  |  |  |  |  |
|  |                                           |  |  |  |  |  |  |  |  |  |  |  |  |  |  |  |
|  |                                           |  |  |  |  |  |  |  |  |  |  |  |  |  |  |  |
|  | 12. Jaume II d'Aragó (el Just)            |  |  |  |  |  |  |  |  |  |  |  |  |  |  |  |
|  |                                           |  |  |  |  |  |  |  |  |  |  |  |  |  |  |  |
|  |                                           |  |  |  |  |  |  |  |  |  |  |  |  |  |  |  |
|  | 25. Constança de Sicília                  |  |  |  |  |  |  |  |  |  |  |  |  |  |  |  |
|  |                                           |  |  |  |  |  |  |  |  |  |  |  |  |  |  |  |
|  |                                           |  |  |  |  |  |  |  |  |  |  |  |  |  |  |  |
|  | 6. Alfons IV d'Aragó (el Benigne)         |  |  |  |  |  |  |  |  |  |  |  |  |  |  |  |
|  |                                           |  |  |  |  |  |  |  |  |  |  |  |  |  |  |  |
|  |                                           |  |  |  |  |  |  |  |  |  |  |  |  |  |  |  |
|  | 26. Carles II d'Anjou                     |  |  |  |  |  |  |  |  |  |  |  |  |  |  |  |
|  |                                           |  |  |  |  |  |  |  |  |  |  |  |  |  |  |  |
|  |                                           |  |  |  |  |  |  |  |  |  |  |  |  |  |  |  |
|  | 13. Blanca de Nàpols                      |  |  |  |  |  |  |  |  |  |  |  |  |  |  |  |
|  |                                           |  |  |  |  |  |  |  |  |  |  |  |  |  |  |  |
|  |                                           |  |  |  |  |  |  |  |  |  |  |  |  |  |  |  |
|  | 27, Maria d'Hongria                       |  |  |  |  |  |  |  |  |  |  |  |  |  |  |  |
|  |                                           |  |  |  |  |  |  |  |  |  |  |  |  |  |  |  |
|  |                                           |  |  |  |  |  |  |  |  |  |  |  |  |  |  |  |
|  | 3. Constança d'Aragó                      |  |  |  |  |  |  |  |  |  |  |  |  |  |  |  |
|  |                                           |  |  |  |  |  |  |  |  |  |  |  |  |  |  |  |
|  |                                           |  |  |  |  |  |  |  |  |  |  |  |  |  |  |  |
|  | 28. Bernat Guillem d'Entença              |  |  |  |  |  |  |  |  |  |  |  |  |  |  |  |
|  |                                           |  |  |  |  |  |  |  |  |  |  |  |  |  |  |  |
|  |                                           |  |  |  |  |  |  |  |  |  |  |  |  |  |  |  |
|  | 14. Gombau d'Entença                      |  |  |  |  |  |  |  |  |  |  |  |  |  |  |  |
|  |                                           |  |  |  |  |  |  |  |  |  |  |  |  |  |  |  |
|  |                                           |  |  |  |  |  |  |  |  |  |  |  |  |  |  |  |
|  | 29. ?                                     |  |  |  |  |  |  |  |  |  |  |  |  |  |  |  |
|  |                                           |  |  |  |  |  |  |  |  |  |  |  |  |  |  |  |
|  |                                           |  |  |  |  |  |  |  |  |  |  |  |  |  |  |  |
|  | 7. Teresa d'Entença                       |  |  |  |  |  |  |  |  |  |  |  |  |  |  |  |
|  |                                           |  |  |  |  |  |  |  |  |  |  |  |  |  |  |  |
|  |                                           |  |  |  |  |  |  |  |  |  |  |  |  |  |  |  |
|  | 30. Sanxo d'Antillón                      |  |  |  |  |  |  |  |  |  |  |  |  |  |  |  |
|  |                                           |  |  |  |  |  |  |  |  |  |  |  |  |  |  |  |
|  |                                           |  |  |  |  |  |  |  |  |  |  |  |  |  |  |  |
|  | 15. Costança d'Antillon                   |  |  |  |  |  |  |  |  |  |  |  |  |  |  |  |
|  |                                           |  |  |  |  |  |  |  |  |  |  |  |  |  |  |  |
|  |                                           |  |  |  |  |  |  |  |  |  |  |  |  |  |  |  |
|  | 31. Elionor d'Urgell                      |  |  |  |  |  |  |  |  |  |  |  |  |  |  |  |
|  |                                           |  |  |  |  |  |  |  |  |  |  |  |  |  |  |  |
|  |                                           |  |  |  |  |  |  |  |  |  |  |  |  |  |  |  |